# エルネスト・ハビエル・チェバントン
エルネスト・ハビエル・チェバントン・エスピノーサ（Ernesto Javier Chevantón Espinoza, 1980年8月12日 - ）は、ウルグアイ・コロニア県出身の元サッカー選手。ポジションはフォワード。現役時代はウルグアイ代表。

## 経歴

### クラブ
12歳の時、アルバロ・レコバやファビアン・カリーニ等を輩出したダヌービオFCの下部組織に入団した。2000年の国内リーグで30試合32得点というゴール数を記録し、様々なクラブの注目を集める。2001年になっても変わらずゴールを量産し続ける彼に数々のオファーが舞い込んだが、彼は最終的にイタリア・セリエAのUSレッチェを選択し、2001年夏に移籍した。
レッチェに移籍した最初のシーズンでチームは降格の憂き目に遭うが、チェバントン自身は27試合に出場して12ゴールを挙げ、イタリアでもその得点能力が通用することを証明した。クラブがセリエBに落ちた後も残留を選択し、16ゴールを決めて翌シーズンの1部復帰に貢献。1部復帰となった2003-04シーズンは30試合18得点と大活躍し、レッチェの躍進に貢献した。セリエAデビュー戦ではセバスティアン・フレイがパントキックしようとしたボールをカットして初ゴールを決めている。
その活躍を見込まれて、フェルナンド・モリエンテスやリュドヴィク・ジュリの後釜を探していたディディエ・デシャン監督率いるフランスリーグ・アン・ASモナコのオファーを受け、2004年夏に移籍した。UEFAチャンピオンズリーグにも初出場したが、イタリアで見せたような活躍を見せることができず、チームの不振とともにチェバントン自身も膝などに続けて負傷を抱えた。2005-06シーズン途中のデシャン監督の辞任もあり移籍が噂されたが、2006年3月に膝の手術から復帰すると、残りのリーグ戦10試合で8ゴールを決め、最終的には10ゴールをマーク。欧州リーグに移籍してから5シーズン連続で2桁得点を達成した。
2006年夏の移籍市場でスペイン・リーガ・エスパニョーラ（1部）のセビージャFCに移籍。しかし満足な出場機会をえることはできず、1年目は17試合の出場で4得点にとどまり、連続2桁得点が途絶えた。2007-08シーズン、2008-09シーズンはともに8試合の出場に終わり、出場機会を求めて2010年1月にセリエAのアタランタBCへレンタル移籍した。同年夏には6シーズン振りにUSレッチェに復帰した。
2011年夏にアルゼンチンのCAコロンへ移籍。アキレス腱の故障もあって数か月で退団したものの、2012年7月に再びレッチェへ復帰した。
1シーズンでレッチェとの契約が満了し、2013年9月に3か月の契約でイングランド・フットボールリーグ・チャンピオンシップのクイーンズ・パーク・レンジャーズFCに加入した。
クイーンズ・パーク・レンジャーズFCと契約満了後の2014年1月28日、リベルプールFCに加入し、13年ぶりに母国復帰となった。
2015年に現役を引退。翌2016年3月31日にはアルバロ・レコバの引退試合にレコバ・フレンズのメンバーとして出場した。

### 代表
ウルグアイ代表にも何度か招集されているが、ホルヘ・フォサーティ監督の起用方法などに不満があったためか「彼がウルグアイ代表の指揮を執る限り招集を拒否する」旨の発言を2005年10月に行い、長らく代表から遠ざかった。ウルグアイが2006年ワールドカップの出場権を逃したことでフォサーティ監督が引責辞任したこともあり、2008年9月におよそ3年ぶりにウルグアイ代表に招集された。

## 関連人物
- パンタレオ・コルヴィーノ - レッチェ時代にチェバントンをスカウトした人物。現ACFフィオレンティーナSD。